# مراقبت از پوست

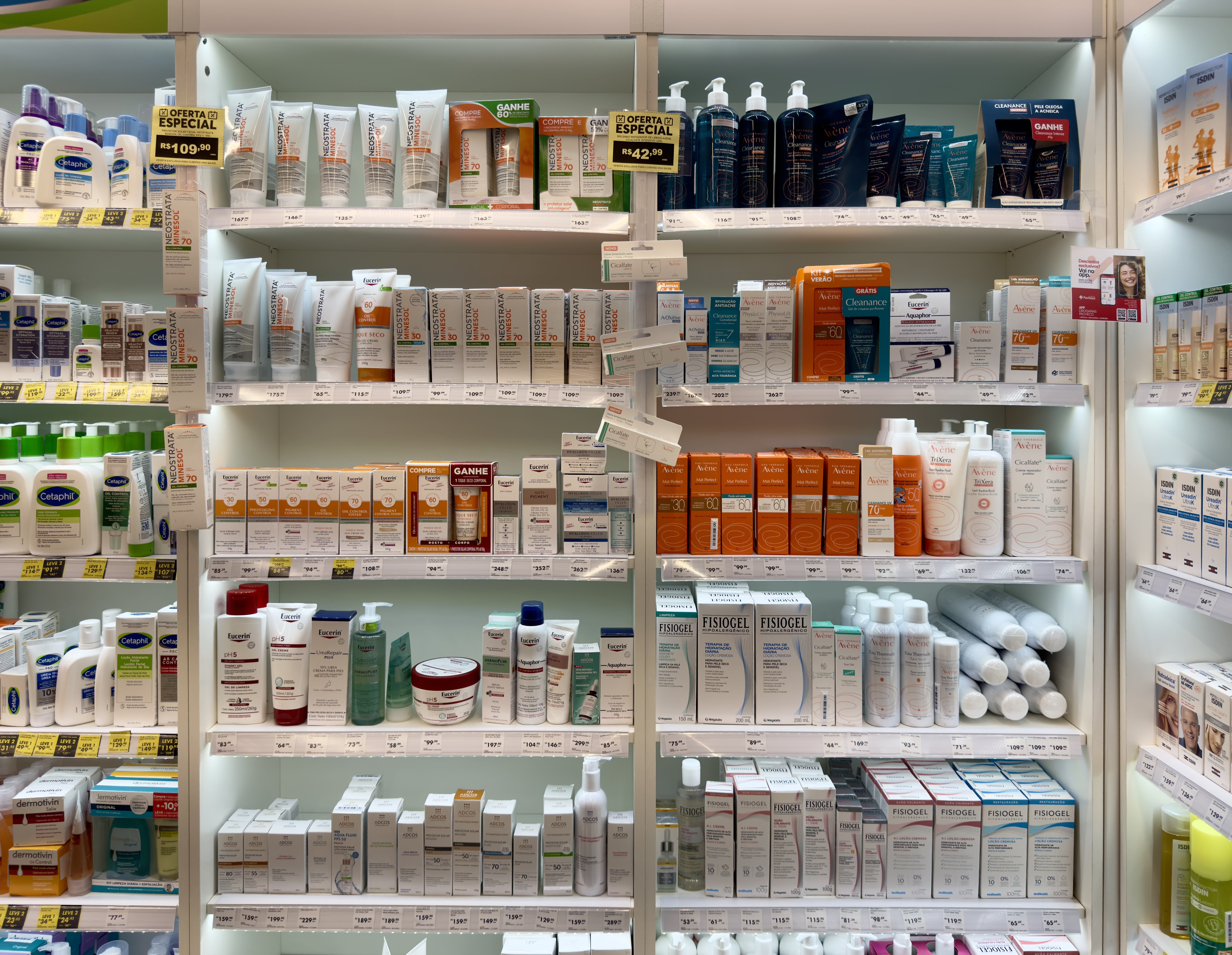
لوازم آرایشی مراقبت از پوست در داروخانه

مراقبت از پوست عملی برای حفظ و بهبود سلامت و ظاهر پوست است. این مراقبت‌ها شامل شستشو، مرطوب کردن، محافظت در برابر آفتاب و درمان مشکلات پوستی مانند آکنه و خشکی می‌شود. مراقبت از پوست می‌تواند به جلوگیری از عفونت‌ها و سوزش‌های پوستی کمک کند و بخش مهمی از بهداشت روزانه را شامل می‌شود.

## مراقبت عمومی
پوست بزرگ‌ترین عضو بدن انسان است که از بدن در برابر میکروب‌ها، آلودگی‌ها و مواد مضر محافظت می‌کند. عادات ساده‌ای مانند شستشو و استفاده از لوسیون می‌تواند تفاوت زیادی در سلامت پوست ایجاد کند، اما از نظر علمی اطلاعات کمی در مورد فواید و اثربخشی بالینی این روش‌ها وجود دارد. روال‌های مراقبت از پوست، حتی در بیمارستان‌ها و مراکز درمانی، اغلب بر اساس باورهای شخصی، ترجیحات و شرایط محلی است تا شواهد فعلی یا بهترین شیوه‌ها.

## سبک زندگی و رژیم غذایی
مراقبت از سلامت کلی بدن، مانند توجه به رژیم غذایی و سبک زندگی، سلامت پوست را بهبود می‌بخشد. استرس به عنوان یک عامل مؤثر در پیری پوست شناخته شده است. نوشیدن آب کافی می‌تواند به هیدراته نگه داشتن پوست، به ویژه در افرادی که به‌طور مزمن دچار کم‌آبی بدن هستند، کمک کند. رژیم غذایی نامناسب و فاقد ویتامین می‌تواند منجر به مشکلات پوستی مانند اسکوربوت، پلاگر و بسیاری از بیماری‌های تحت بالینی شود که به‌طور دقیق مورد مطالعه قرار نگرفته‌اند. طبق تحقیقات انجام شده، نشان داده شده است که کمبود خواب، بیماری‌هایی مانند درماتیت آتوپیک، اگزما و پسوریازیس را بدتر می‌کند و این بیماری‌ها به نوبه خود باعث کاهش کیفیت خواب می‌شوند.

## محصولات مراقبتی
محصولات مراقبت از پوست به تمیز کردن، محافظت و بهبود پوست کمک می‌کنند. در ایالات متحده، قانون فدرال غذا، دارو و لوازم آرایشی این محصولات را به دو دسته اصلی تقسیم می‌کند:
1. لوازم آرایشی
2. داروها

داروها قبل از فروش باید یک فرایند تأیید دقیق را طی کنند. از سوی دیگر، لوازم آرایشی برای فروش نیازی به تأیید FDA ندارند، اگرچه تحت نظارت هستند. لوازم آرایشی برای تمیز کردن یا بهبود ظاهر استفاده می‌شوند، مانند شوینده‌های صورت و مرطوب‌کننده‌ها. داروها برای درمان یا پیشگیری از مشکلات سلامتی مانند کرم‌های آکنه یا ضدآفتاب در نظر گرفته شده‌اند. برخی از محصولات، مانند شامپوهای ضدشوره سر و ضدآفتاب‌های مرطوب‌کننده، در هر دو دسته قرار می‌گیرند.
لوازم آرایشی را با «مواد فعال بیولوژیکی» ترکیب می‌کنند که ممکن است فوایدی برای سلامتی داشته باشند. مواد مغذی محصولاتی هستند که به جای استفاده روی پوست، به صورت خوراکی مصرف می‌شوند.
برخی از ترکیبات رایج در این محصولات عبارتند از:
- اسید هیالورونیک: پوست را هیدراته نگه می‌دارد.
- رتینول: به رفع چین و چروک و آکنه کمک می‌کند.
- ویتامین C: پوست را روشن می‌کند و از آسیب محافظت می‌کند.
- نیاسین: قرمزی و چربی را کاهش می‌دهد.
- اسید سالیسیلیک: به رفع آکنه کمک می‌کند.
- اسید گلیکولیک: سلول‌های مرده پوست را از بین می‌برد.
- سرامید: پوست را تقویت کرده و آن را مرطوب نگه می‌دارد.
- پپتیدها: به پوست کمک می‌کنند تا سفت و صاف بماند.

برچسب‌های روی محصولات پاک‌کننده و مراقبت از پوست می‌توانند گیج‌کننده باشند زیرا از کلمات نامشخصی مانند ملایم استفاده می‌کنند. این امر تشخیص اینکه یک محصول چقدر خوب کار می‌کند یا واقعاً چه کاری انجام می‌دهد را دشوار می‌کند. صرفاً به این دلیل که یک محصول یک مادهٔ خاص دارد، به این معنی نیست که مؤثر است - اینکه چقدر خوب کار می‌کند به کل فرمول و نحوه استفاده از آن بستگی دارد. مردم اغلب کاری که یک محصول انجام می‌دهد (مانند مرطوب‌کننده) را با کاری که یک ماده تشکیل‌دهنده انجام می‌دهد (مانند گلیسیرین که رطوبت را در خود نگه می‌دارد یا وازلین که از پوست محافظت می‌کند) اشتباه می‌گیرند.